# GOVA
GOVA is een voormalige Nederlandse voetbalvereniging uit de Arnhem in Gelderland.
GOVA werd op 19 december 1956 opgericht door medewerkers van de Giro. Ze begonnen in de zomeravondcompetitie. Na een aantal jaren werd het ook voor mensen van buitenaf mogelijk om lid te worden van de vereniging. In het seizoen 1961/1962 werd de start gemaakt bij de KNVB.
GOVA begon in de tweedeklasseafdeling van Arnhem. Na acht jaar in de afdeling lukt het GOVA om de vierde klasse KNVB te bereiken.
In 1970 werd een jeugdopleiding opgericht die z'n vruchten afwierp. Vele spelers uit de jeugd hebben later het eerste elftal weten te bereiken.
In 1994 besloten de verenigingen Hertog Hendrik (opgericht 1909) en GOVA te fuseren tot de vereniging SV de Paasberg